# Сеньория де Сегорбе
Сеньория де Сегорбе — феодальное поместье Сегорбе, созданное 21 ноября 1279 года королём Арагона Педро III для своего внебрачного сына Хайме Переса Арагонского (1258—1308). Хайме Перес получил земельные доходы от Сегорбе, но прямой контроль над этим городом остался за арагонской короной. Таким образом, в случае отсутствия у сеньора наследников, титул возвращён в состав арагонской короны.

## История
Хайме Перес де Арагон (1258—1308) был внебрачным сыном короля Арагона Педро III от его любовницы Марии де Николау. Хайме был женат Санче Фернандес Диас, от брака с которой у него была одна дочь, Констанса Перес де Арагон (1308—1320), 2-я сеньора де Сегорбе. Она вышла замуж за Арталя де Луны и Урреа (? — 1323), 8-го сеньора де Луна.
В 1469 году король Арагона Хуан II пожаловал своему племяннику, Энрике де Арагону и Пиментелю (1445—1522), 9-му сеньору де Сегорбе, титул 1-го герцога де Сегорбе.

## Сеньоры де Сегорбе
- Хайме Перес де Арагон[исп.] (1279—1308), 1-й сеньор де Сегорбе. Незаконнорождённый сын короля Арагона Педро III и его любовницы Марии де Николау.
- Констанса Перес де Арагон[исп.] (1308—1320), 2-я сеньора де Сегорбе, единственная дочь предыдущего и Санчи Фернандеса Диас.
  - Супруг — Арталь III де Луна и Урреа[исп.] (? — 1323), 2-й сеньор-консорт де Сегорбе, 8-й сеньор де Луна
- Лопе де Луна (1315—1360), 3-й сеньор де Сегорбе, 9-й сеньор де Луна и 1-й граф де Луна. Сын Арталя де Луны и его второй супруги Мартины Санч де Уэрта.
- Мария де Луна (1358—1406), 4-я сеньора де Сегорбе, 2-я графиня де Луна. Дочь Лопе де Луна, 1-го графа де Луна и сеньора Сегорбе, и Брианды д’Агаут. Супруга Мартина I.
  - Супруг — Мартин I де Арагон (1356—1410), король Арагона, Валенсии, Сардинии и Корсики, граф Барселоны с 1396 года, король Сицилии (под именем Мартин II) с 1409 года, 4-й сеньор-консорт де Сегорбе, 2-й граф-консорт де Луна.
- Мартин I Сицилийский (1374—1409), король Сицилии с 1390 года, 5-й сеньор де Сегорбе, 3-й граф де Луна. Старший сын предыдущего и Марии де Луна.
- Фадрике де Арагон (ок. 1400—1438), 6-й сеньор де Сегорбе, 4-й граф де Луна. Внебрачный сын короля Сицилии Мартина I и Тарсии Риццари.
- Фернандо I де Арагон (1380—1416), 7-й сеньор де Сегорбе, король Арагона, Валенсии, Майорки, Сардинии, Корсики, Сицилии, граф Барселоны, Руссильона и Сердани с 1412 года, сын короля Хуана I Кастильского и инфанты Элеоноры Арагонской.
- Энрике де Арагон (1400—1445), инфант Арагонский, 8-й сеньор де Сегорбе, 1-й герцог де Вильена. Третий сын короля Фердинанда I Арагонского (1380—1416) и Элеоноры Кастильской, 3-й графини де Альбуркерке (1374—1435).
- Энрике де Арагон и Пиментель (1445—1522), 9-й сеньор де Сегорбе (1458—1469), позднее 1-й герцог де Сегорбе (1469—1489). Единственный сын инфанта Энрике Арагонского, герцога де Вильена (1400—1445) и его второй жены, Беатрисы де Пиментель (1416—1490). От него происходят все последующие герцоги де Сегорбе.

## Текущий носитель титула
Нынешним обладателем титула является Игнасио де Медина и Фернандес де Кордова, 19-й герцог Сергобе (род. 1947), младший (третий) сын Рафаэля Медины и Вильялонги (1905—1992) и Виктории Евгении Фернандес де Кордобы, 18-й герцогини де Мединасели (1917—2013).